# Hypsithylla
Hypsithylla is een geslacht van spinnen uit de  familie van de kraamwebspinnen (Pisauridae).

## Soorten
- Hypsithylla celebesiana Strand, 1913
- Hypsithylla linearis Simon, 1903